# Глушковичский сельсовет
Глушковичский сельсовет — административная единица на территории Лельчицкого района Гомельской области Республики Беларусь. Административный центр — агрогородок Глушковичи.

## Состав
Глушковичский сельсовет включает 1 населённый пункт:
- Глушковичи — агрогородок.